# 小行星7117
小行星7117（7117 Claudius）是一颗绕太阳运转的小行星，为主小行星带小行星。该小行星于1988年2月14日发现。

## 轨道参数
小行星7117的轨道半长轴为2.1807942 UA，离心率为0.057。